# Боґужинек
Боґужинек (пол. Bogurzynek) — село в Польщі, у гміні Вішнево Млавського повіту Мазовецького воєводства.
Населення — 332 особи (2011).
У 1975-1998 роках село належало до Цехановського воєводства.

## Демографія
Демографічна структура станом на 31 березня 2011 року:
|          | Загалом | Допрацездатний вік | Працездатний вік | Постпрацездатний вік |
| -------- | ------- | ------------------ | ---------------- | -------------------- |
| Чоловіки | 157     | 36                 | 109              | 12                   |
| Жінки    | 175     | 32                 | 103              | 40                   |
| Разом    | 332     | 68                 | 212              | 52                   |